# Ira Hall
Ira Hall (ur. 2 lutego 1892 roku w Martinsville, zm. 6 lutego 1987 roku w Tarpon Springs) – amerykański kierowca wyścigowy.

## Kariera
W swojej karierze Hall startował głównie w Stanach Zjednoczonych w mistrzostwach AAA Championship Car oraz towarzyszącym mistrzostwom słynnym wyścigu Indianapolis 500, będącym w latach 1923-1930 jednym z wyścigów Grandes Épreuves. W drugim sezonie startów, w 1932 roku w wyścigu Indianapolis 500 uplasował się na siódmej pozycji. W mistrzostwach AAA z dorobkiem 221 punktów został sklasyfikowany na dziesiątej pozycji w klasyfikacji generalnej. W kolejnych latach nie dojeżdżał do mety Indy 500 oraz nie zdobywał punktów w mistrzostwach.